# Ben Silverstone

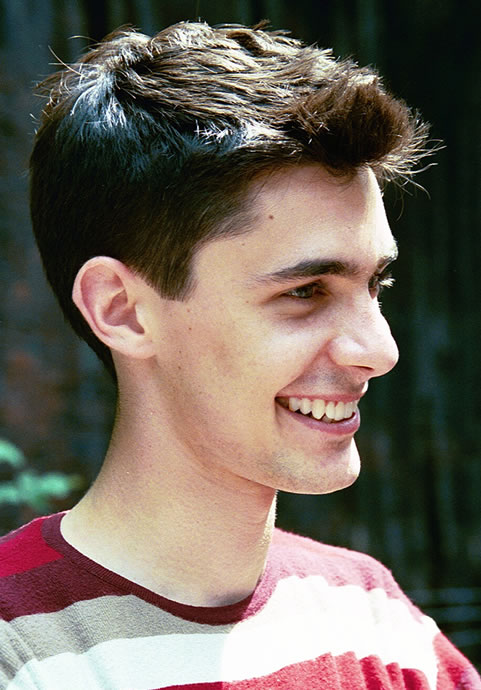
Ben Silverstone (2001)

Benjamin „Ben“ Maurice Silverstone (* 9. April 1979 in London) ist ein britischer Schauspieler.

## Leben
1994 machte Silverstone sein Filmdebüt in Schrei in die Vergangenheit von Mike Figgis. Seine bisher bekannteste Rolle hatte er in dem Spielfilm  Get Real – Von Mann zu Mann (1998). Er spielt darin den homosexuellen 16-jährigen Steven Carter, der in der spießigen englischen Kleinstadt Basingstoke lebt und dann John Dixon, der an derselben Schule ist, auf der „Klappe“ kennen und lieben lernt. Diese Verfilmung einer Coming-out-Geschichte hat ihm eine große Fangemeinde gebracht. 2008 spielte er im Kinofilm Jump! (2008) neben Patrick Swayze die Hauptrolle. Daneben war er oft in Theaterrollen zu sehen, wie zum Beispiel in Der Sturm von William Shakespeare.
Silverstone studierte an der Cambridge University und arbeitet heute als Anwalt bei der Kanzlei Matrix Chambers in London. Als Schauspieler war er zuletzt 2015 beim Film M.L.E. tätig.

## Filmografie
- 1994: Schrei in die Vergangenheit (The Browning Version)
- 1997: Lolita
- 1998: Get Real – Von Mann zu Mann (Get Real)
- 2002: Ernest Shackleton (Fernsehserie, 2 Folgen)
- 2003: Doctors (Fernsehserie, 1 Folge)
- 2003: Timewatch (Fernsehserie, 1 Folge)
- 2007: Uninvited
- 2008: Jump!
- 2015: M.L.E.